# Rodney Hill
Rodney Hill FRS (Stourton, 11 de junho de 1921 — Yorkshire, 2 de fevereiro de 2011) foi um matemático britânico.
Professor de mecânica dos sólidos do Gonville and Caius College, Cambridge, recebeu a Medalha Real por suas contribuições à mecânica dos sólidos e plasticidade em 1993.
Foi eleito membro da Royal Society em 1961.

## Obras
- Hill R., The Mathematical Theory of Plasticity, Oxford Classic Texts in the Physical Sciences, Oxford University Press, 1950.